# Giovanni Francesco Straparola

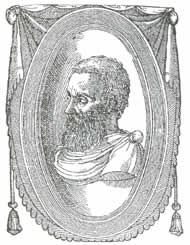
Giovanni Francesco Straparola

Giovanni Francesco Straparola (da Caravaggio) (* um 1480 in Caravaggio bei Bergamo; † um 1558 in Venedig ?) war ein italienischer Märchensammler.

## Leben
Vom Leben Straparolas ist fast nichts überliefert. Das wenige, das von seinem Leben und Werk bekannt ist, steht in der Einführung zu seinem Buch Ergötzliche Nächte. Er soll um 1480 in Caravaggio zur Welt gekommen sein, später lebte er in Venedig. Man sagt ihm nach, dass er keinerlei klassische Bildung erworben habe. Als Autor legt er keinen Wert auf Stil und Darstellung und scheut auch keine Derbheit im Ausdruck. Im Vergleich zu Boccaccio sei er „wie ein Improvisator zu einem Kunstdichter“.

## Werk
Straparola gilt als einer der ersten Märchensammler Europas, mit ihm beginnt die Zeit des Kunstmärchens.
Er ist der erste Märchenerzähler, der in breitem Umfang volkstümliche Stoffe erzählt und so dem Unterhaltungsbedürfnis des Volkes entgegenkam. Zwei seiner Geschichten sind in Dialekt geschrieben, die eine (V,3) in bergamaskischer, die andere (V,4) in paduanischer Mundart, wahrscheinlich der komischen Wirkung wegen. Seine Geschichten gelten als phantastisch und primitiv zugleich. 1508 erscheint die Gedichtsammlung Canzionere, ein Buch in 12 Kapiteln mit 115 Sonetten und 35 Strambotti, einer vor allem in Süditalien während der italienische Renaissance verbreiteten Versform.
Seine historische Bedeutung hat er als erster Sammler von Märchen, die er in zwei Bänden als Le piacevoli notti (deutsch Die ergötzlichen Nächte) zwischen 1550 und 1553 publiziert hat.